# Časopis československých šachistů
Časopis československých šachistů – czechosłowackie czasopismo szachowe wydawane w Pradze w latach 1920–1926. Było kontynuacją pisma „Časopis českých šachistů”.